# Иван Икилюлев
Иван Икилюлев е български терорист и деец на македоно-одринското освободително движение

## Биография
Роден е в Кукуш, тогава в Османската империя. Става член на Вътрешната македоно-одринска революционна организация. Привърженик е на лявото крило. Делегат е за Кукуш на учредителния конгрес Народната федеративна партия през август 1909 година. Членува в терористичната анархистка организация „Червените братя“, създадена след Младотурската революция от 1908 година. През май 1911 година участва в неуспешен заговор на група анархисти в София за убийството на Фердинанд I и Николай II. Чрез заговора се цели избягването на Балканската война и спасяване на османските владения в Европа. Той е организиран от османските тайни служби. Убийството трябва да бъде осъществено по време на посещението на Николай II в България за освещаването на църквата „Свети Александър Невски“ в София. Заедно с него трябва да бъдат убити цар Фердинанд и цялото русофилско правителство на Иван Евстратиев Гешов. Освещаването на катедралата се отлага, а това осуетява и визитата на император Николай II. Планът пропада и Икилюлев е арестуван като остава в ареста до края на Балканските войни. Поради липса на доказателства, през 1914 година е пуснат на свобода. През 1915 година участва в атентата в Софийското казино. Той също е замислен с цел да се въздейства върху ориентацията на България в Първата световна война, като я насочи към съюз с Османската империя. След това Икилюлев е принуден да избяга в Гърция. Убит е през 1916 година по нареждане на Тодор Александров заради отоманистките си възгледи.